# Arturo Riccardi
Arturo Riccardi (30 octobre 1878 - 20 décembre 1966) est un amiral italien pendant la Seconde Guerre mondiale. Il a été directeur général du personnel du ministère de la Marine de 1935 à 1940 et sous-secrétaire d’État de la Marine de 1941 à 1943.

## Biographie

### Débuts
Né d'Adolph Riccardi et d'Ifigenia Rasini Di Mortigliengo à Pavie, en Italie, Arturo Riccardi s'inscrit à l'Académie navale de Livourne afin de devenir soldat. Participant avec l'infanterie de marine italienne à la répression de la Révolte des Boxers de 1900-1901, à la campagne de 1905 en Extrême-Orient (c'est-à-dire que le croiseur italien Marco Polo ayant été envoyé observer la Guerre russo-japonaise, il se distingua en aidant à éteindre un incendie dans le dépôt de munitions du navire et fut décoré pour cela) et à la Première Guerre mondiale, Riccardi fut décoré à plusieurs reprises.

### Entre-deux-guerres
Dirigeant du Cabinet au ministère de la Marine du 6 février au 13 mai 1925, Riccardi est finalement promu amiral le 8 septembre 1932. Après son admission au parti politique de La Spezia (PNF) en 1934, il obtient le grade de vice-amiral le 27 décembre 1935.
Riccardi occupera ensuite une série de postes, dont celui de directeur général de l’affaire de la Marine et de membre de la Commission permanente de l’éclairage et de la signalisation des côtes le 12 août, ainsi que directeur général de l'état-major et des services militaires au ministère de la Marine le 22 août 1935, avant de devenir directeur général du personnel du ministère de la Marine.

### Seconde Guerre mondiale
Le premier engagement majeur de Riccardi a eu lieu à la bataille de Tarante, du 11 au 12 novembre 1941.
Succédant à l'amiral Domenico Cavagnari en tant que chef d'état-major de la Regia Marina le 11 décembre 1940, Riccardi devint de facto commandant des ministères existants pour l'aviation et les forces navales de guerre, en plus de son poste de sous-secrétaire d'État au département de la marine.
Lors de la conférence de Merano du 13 au 14 février 1941, Riccardi dirigea avec Raffaele de Courten la délégation de la marine royale italienne qui rencontre des représentants de la Kriegsmarine.
Riccardi est contraint de se rendre le 25 juillet 1943, à la suite de la chute du régime fasciste du dictateur italien Benito Mussolini. Sous la nouvelle administration de Pietro Badoglio, Raffaele de Courten succéda officiellement à Riccardi en tant que ministre de la Marine et, après 1945, il occupa le poste de nouveau ministre de la Défense.